# Christa Deguchi
Christa Deguchi (n. 29 octombrie 1995, Shiojiri, Prefectura Nagano, Japonia) este o sportivă ce a reprezentat Japonia, medaliată olimpică. A participat la o ediție a Jocurilor Olimpice (2024) în care a câștigat o medalie de aur.

## Participări
Lista de mai jos prezintă principalele competiții la care a participat Christa Deguchi de-a lungul carierei.
- Judo la Jocurile Olimpice de vară din 2024 – 57 kg feminin